# Zespół trakcyjny

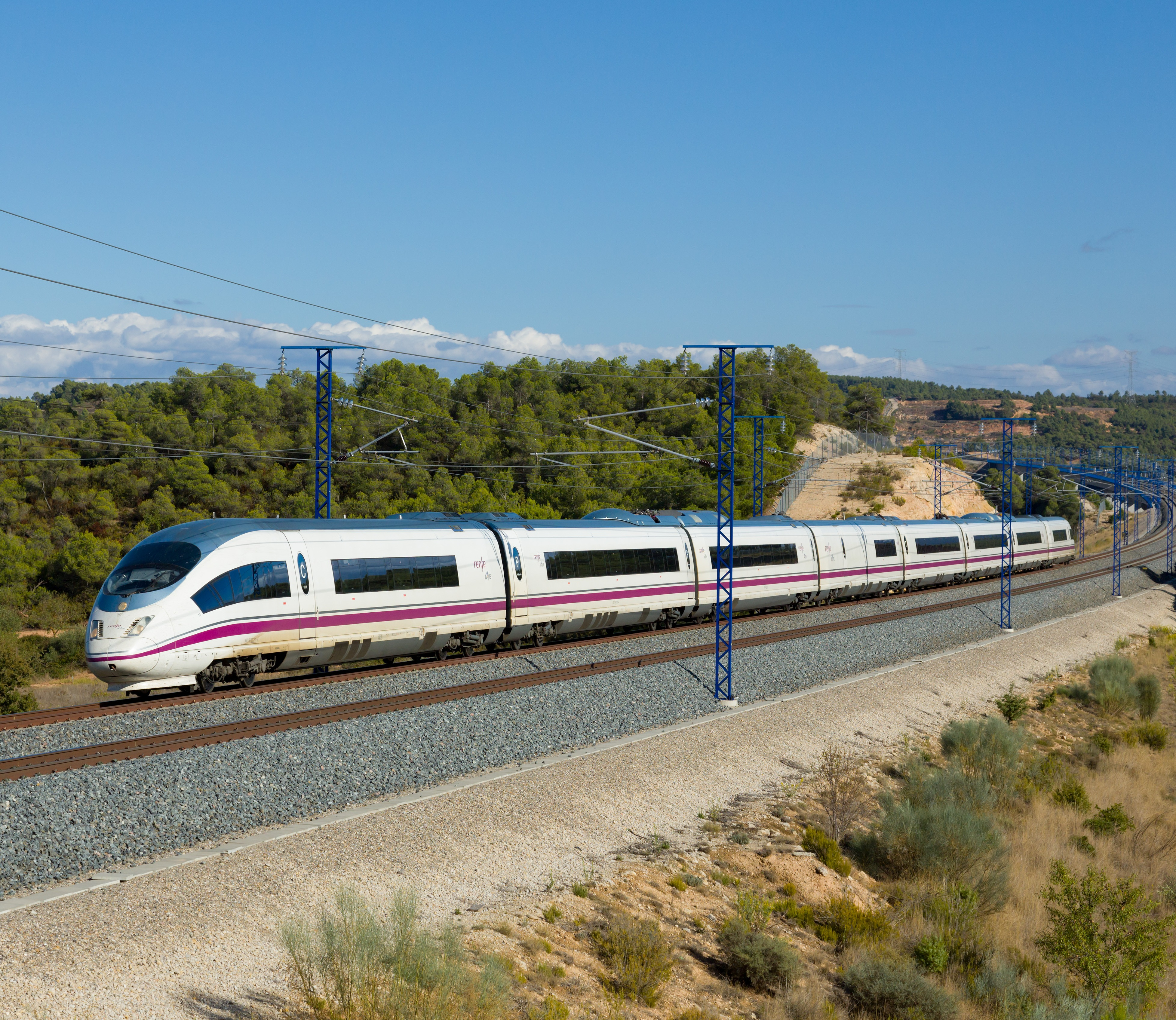
Elektryczny zespół trakcyjny Siemens Velaro przewoźnika Renfe.

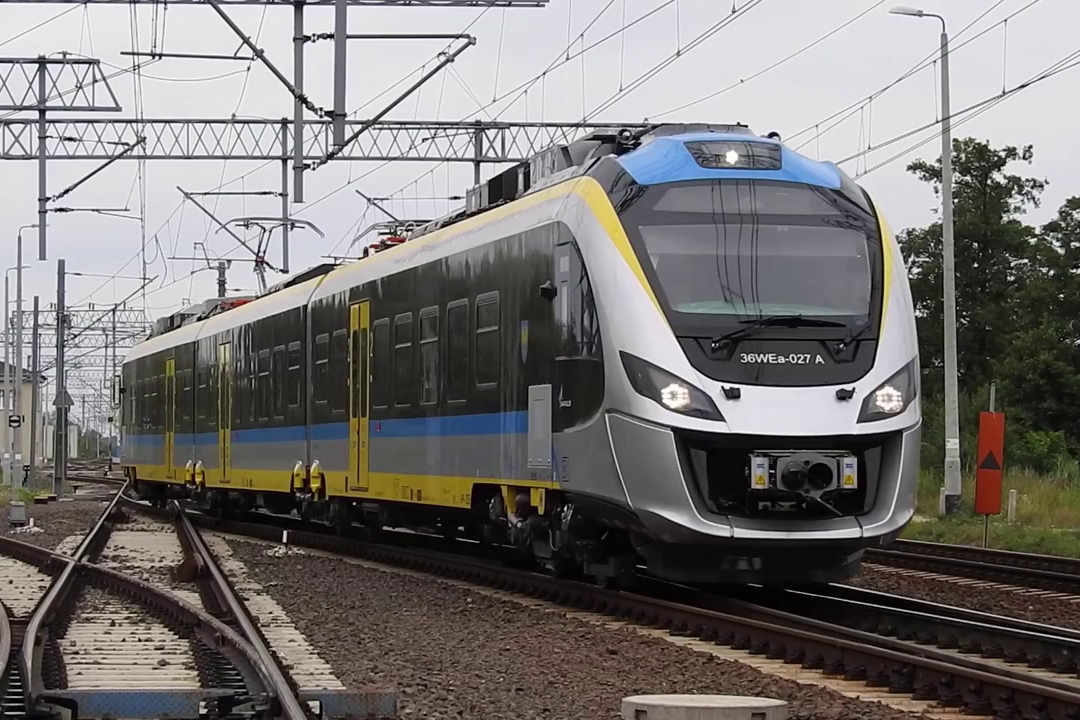
Elektryczny zespół trakcyjny Newag Impuls przewoźnika Przewozy Regionalne.

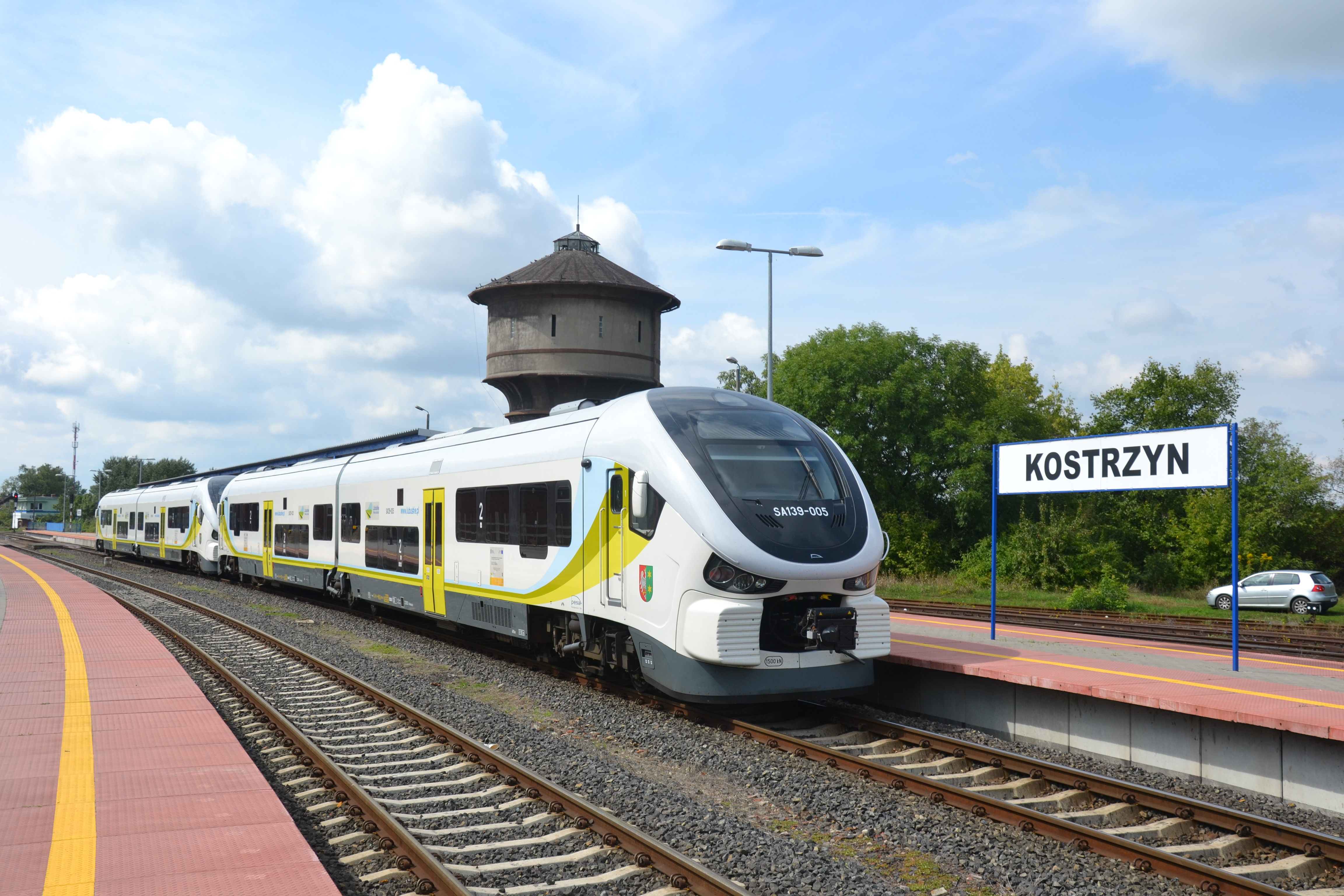
Spalinowy zespół trakcyjny Pesa Link przewoźnika Przewozy Regionalne.

Zespół trakcyjny – zestaw połączonych pojazdów kolejowych pracujący jako pociąg, o niezmiennej konfiguracji składu, na przykład pod względem kolejności wagonów, która może być modyfikowana wyłącznie w warunkach warsztatowych. Zestawy pojazdów tworzące zespoły trakcyjne są rozłączane sporadycznie, na przykład podczas czynności utrzymaniowych.

## Budowa
Zespoły trakcyjne są złożone z kilku (czyli co najmniej dwóch) wagonów, zwanych również członami. Zespoły trakcyjne od pozostałych pociągów zespołowych odróżnia możliwość przewozu ładunku użytecznego w każdym z członów (podróżnych oraz: bagażu, przesyłek lub towarów).
Przykładem pociągu zespołowego, który nie jest elektrycznym zespołem trakcyjnym (w świetle definicji legalnej obowiązującej od 2014 roku w Unii Europejskiej) mogą być zestawy TGV oraz pochodne, mające odrębne człony napędowe (przypominające lokomotywy) i człony pasażerskie, w literaturze przedmiotu nazywane jednak elektrycznymi zespołami trakcyjnymi.
Zespół trakcyjny może być złożony albo z samych pojazdów wyposażonych w silniki trakcyjne, albo zarówno pojazdów z silnikiem, jak i niewyposażonych we własny napęd.
Zespoły trakcyjne, tak jak pozostałe pociągi zespołowe, są wyposażone w kabiny sterownicze na obu końcach zestawu. Dzięki temu w zespole trakcyjnym istnieje możliwość zmiany kierunku jazdy bez konieczności obrócenia całego pojazdu, co w przypadku długich zespołów byłoby trudne do wykonania bez dysponowania rozbudowaną infrastrukturą (trójkąty torowe, obrotnice, pętle torowe). W celu zmiany kierunku jazdy nie zachodzi również konieczność przestawienia w tym celu pojazdu trakcyjnego na przeciwległy koniec składu (jak w przypadku składów z lokomotywy i wagonów – innych niż pociągi push-pull), co przy nierozłączalności zespołu poza warunkami warsztatowymi nie byłoby możliwe.
W klasycznym ujęciu skład zespołów trakcyjnych wchodzą: wagony silnikowe, doczepne i sterownicze. Nie jest to podział precyzyjny – kabiny sterownicze może mieć zarówno wagon silnikowy, jak i doczepne.
W budowie zespołów trakcyjnych, zamiast indywidualnych wózków dla każdego z wagonów, bywają wykorzystywane wózki wspólne systemu Jacobsa.
Zespoły trakcyjne są wyposażone w sprzęgi umożliwiające połączenie kilku zespołów w dłuższy, pojemniejszy skład pasażerski.
Elektryczne zespoły trakcyjne wymagają dostępu przewoźnika do odpowiedniego zaplecza, odmiennego od typowych lokomotywowni i wagonowni. W Polsce do jednostek wyspecjalizowanych w eksploatacji i obsłudze zespołów trakcyjnych należą m.in. stacje postojowe Gdynia Cisowa i Warszawa Szczęśliwice obsługujące EZT, zaplecza techniczne na stacjach kolejowych (np. lokomotywownia Kołobrzeg przestawiona na utrzymanie SZT), sprywatyzowane Zakłady Naprawcze Taboru Kolejowego w Mińsku Mazowieckim, warszawskie Centrum Serwisowe Pociągów Dużych Prędkości.

## Przeznaczenie
Zespoły trakcyjne przeznaczone do ruchu aglomeracyjnego (tzw. podmiejskiego), w tym systemów szybkiej kolei miejskiej i metra, charakteryzują się wysokim przyspieszeniem rozruchu i znacznym opóźnieniem hamowania. Pojazdy dedykowane kolei aglomeracyjnej są wyposażone w większą niż w innych zespołach trakcyjnych liczbę drzwi wejściowych oraz większą liczbę miejsc stojących.
Pojazdy reprezentujące zespoły trakcyjne dla ruchu lokalnego są wyposażone w mniejszą liczbę drzwi niż zespoły dla kolei aglomeracyjnych. Do niedawna za maksymalną prędkość konstrukcyjną takich zespołów określano 110–120 kilometrów na godzinę, współcześnie wiele zespołów trakcyjnych tego rodzaju ma możliwość kursowania z prędkością do 160 kilometrów na godzinę.
Dalekobieżne zespoły trakcyjne charakteryzuje wysoka prędkość konstrukcyjna (160–200 km/h). Konstrukcja i wyposażenie wagonów takiego zespołu zapewnia odpowiednio wygodną podróż. Zespoły takie mają zazwyczaj od trzech do siedmiu wagonów.

## Rodzaje zespołów trakcyjnych
W zależności od rodzaju napędu wyróżnia się:
- elektryczne zespoły trakcyjne (EZT, ang. EMU),
- spalinowe zespoły trakcyjne (SZT, ang. DMU)[1].
- hybrydowy zespół trakcyjny[potrzebny przypis]

Przy obsłudze połączeń na odcinkach częściowo zelektryfikowanych bywają stosowane zespoły trakcyjne spalinowo-elektryczne, zwane bimodalnymi lub hybrydowymi zespołami trakcyjnymi).
Właściwości silnika spalinowego uniemożliwiają bezpośrednie przenoszenie mocy silnika na osie napędne pojazdu, niezbędne jest więc zastosowanie skomplikowanego układu napędowego z odpowiednią przekładnią. Już w początkach XX wieku eksperymentowano z autonomicznymi elektrycznymi zespołami trakcyjnymi, złożonymi z wagonów akumulatorowych (pruskie pojazdy AT3 konstrukcji inżyniera Gustava Wittfelda). W latach 2014–2015 równolegle w Japonii (regularnie na linii Utsunomiya – Karasuyama) i Wielkiej Brytanii (na próbę na trasie Harwich – Manningtree) rozpoczęto eksploatację akumulatorowych zespołów trakcyjnych wyposażonych w nowoczesne, wydajne zasobniki energii.